# 교회 해체와 젠더 이데올로기
《교회 해체와 젠더 이데올로기》(The Destruction of Church and Gender Ideology)는 법학자 이정훈이 저술한 책이다. 2018년 1월 30일 킹덤북스에서 출간되었다.

## 목차
책의 목차는 아래와 같다.
- 저자 서문
- 추천사
- Chapter 1 서론
  - 1. 사회 구성체론과 반미·반기독교 사상
  - 2. 루이 알튀세르의 영향
- Chapter 2 패륜의 사상사
  - 1. 구조주의, 후기 구조주의, 포스트모더니즘
  - 2. 세계를 바꾼 68혁명
  - 3. 프랑스의 자살과 민주주의의 위기
  - 4. 한국의 동성혼 소송, 그리고 독일과 일본의 상황
- Chapter 3 한국 좌파의 계보와 사상
  - 1. NL(주사파)과 PD(레닌주의파)
  - 2. 한국의 좌파 세력의 반미·반기독교 투쟁과 전략 전술
- Chapter 4 올바룬 정교분리 이론의 확립
  - 1. 문제 제기
  - 2. 정교분리의 개념
  - 3. 불교계의 종교 편향 주장에 관한 분석
  - 4. 종교 차별 금지법안의 분석
  - 5. 소결
- Chapter 5 국가인권위원회와 인권의 역설: 민주주의의 훼손과 인권인플레이션
  - 1. 문제 제기
  - 2. 인권의 교조화와 민주주의의 훼손
  - 3. 유모 국가와 인권 인플레이션
  - 4. 인정과 상호성을 기반으로 한 시민 사회 공론장의 방해 효과
  - 5. 소결
- Chapter 6 혐오 표현과 표현의 자유를 둘러싼 딜레마와 법
  - 1. 문제 제기
  - 2. 법적 규제의 역설과 민주주의
  - 3. 인정 이론의 적용
  - 4. 사상과 표현의 자유 시장
  - 5. 소결
- Chapter 7 맺음말을 대신하는 한국교회를 향한 호소문
  - 1. 인류 파멸의 젠더 이데올로기
  - 2. 소련의 붕괴와 좌파의 좌절
  - 3. 68혁명과 신좌파
  - 4. UN을 점령하고, 한국을 획득하라
  - 5. 영적 전쟁의 실체
  - 6. 호소